# Lino Oviedo

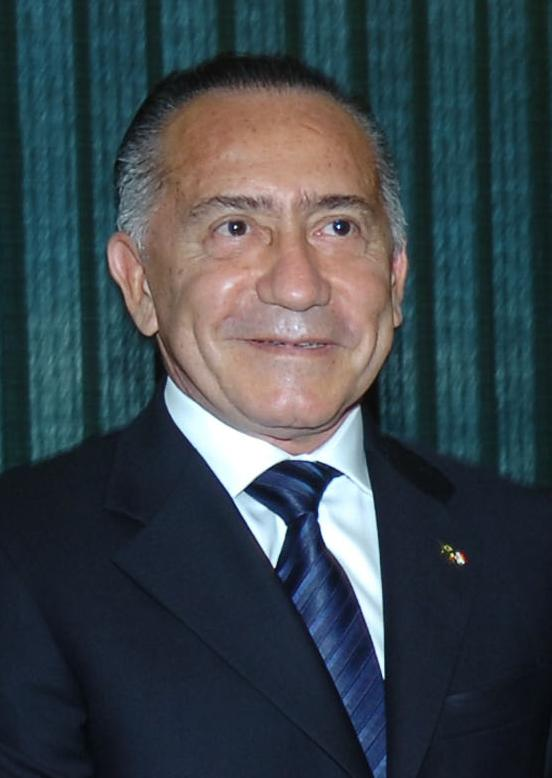
Lino Oviedo (2008)

Lino César Oviedo Silva (* 23. September 1943 in Juan de Mena; † 2. Februar 2013 im Departamento Presidente Hayes) war ein General und Oberbefehlshaber der Streitkräfte Paraguays sowie Putschist.

## Leben
Während seiner Militärlaufbahn, die er am 6. März 1958 im Alter von 14 Jahren an der Militärschule (Colegio Militar) Mariscal Francisco Solano López begann und diese bis zum 13. Dezember 1962 besuchte, absolvierte Oviedo auch einen Lehrgang bei der Bundeswehr in der Bundesrepublik Deutschland. 1989 war er am Putsch gegen den paraguayischen Präsidenten Alfredo Stroessner beteiligt. 1997 gründete er die Unión Nacional de Colorados Éticos (Unace) innerhalb der Partido Colorado. Wegen eines Putschversuches ließ Präsident Juan Carlos Wasmosy Oviedo 1997 inhaftieren. 1998 ließ ihn der neue Staatspräsident Raúl Cubas Grau frei. Oviedo ging ins Exil, zuerst nach Argentinien, dann nach Brasilien. Bei seiner Rückkehr nach Paraguay am 28. Juni 2004 wurde er von der Polizei verhaftet und in das Militärgefängnis Viñas Cué unweit von Asunción eingeliefert, um den Rest seiner ehemals zehnjährigen Haftstrafe wegen seines Putschversuchs abzusitzen. 2007 wurde er aus der Haft entlassen und trat bei den Präsidentschaftswahlen 2008 als Kandidat seiner Partei Unión Nacional de Ciudadanos Éticos (UNACE) an. Er bekam 22 Prozent der Stimmen. Sieger wurde Fernando Lugo mit etwas über 40 Prozent der Stimmen.
Auch für die am 21. April 2013 anstehende Wahl galt Oviedo als Kandidat. Er starb am 2. Februar 2013 bei einem Helikopterabsturz an Bord einer Robinson R44 im Departamento Presidente Hayes nördlich von Asunción nahe der Estancia La Mocha.

## Privates
Oviedo, Sohn des Kriegsveteranen aus dem von 1932 bis 1935 währenden Krieg zwischen Paraguay und Bolivien und dem Bürgerkrieg des Jahres 1947 Ernesto Oviedo und der Eva Silva de Oviedo, war selbst Vater der sechs Kinder Pamela Carolina (* 1971), Cesar Ariel (* 1978), Fabiola (* 1979), Lino Cesar (* 1987), María Raquel (* 1989) und Lino Emanuel (* 1993). Zuletzt war er mit der Chemikerin und Pharmazeutin Rosalía Raquel Marín verheiratet.